# 腓特烈二世 (丹麦)
弗雷德里克二世（丹麥語：Frederik 2.，1534年7月1日-1588年4月4日）奥尔登堡王朝的丹麦和挪威国王（1559年～1588年在位）。是一個典型的文藝復興統治者。
弗雷德里克二世为丹麦和挪威国王克里斯蒂安三世之子，母亲是萨克森-劳恩堡公爵马格努斯一世的女儿多罗西亚·冯·萨克森-劳恩堡。与他那谨慎的父亲不同，弗雷德里克二世倾向于军事冒险。他在年轻时代就与德意志那些争战不休的王公们过从甚密。即位后，弗雷德里克二世试图推行加强王权的改革，遭到强大的丹麦贵族（以国会为代表）的强烈抵制。
弗雷德里克二世在位第一年就发动对外战争，进攻位于迪特马申的一个独立的农民共和国。结果他成功地将此地征服，取得第一个军事胜利。不久他又卷入了立窝尼亚战争。鉴于立窝尼亚骑士团已完全无力抵抗俄国沙皇伊凡四世的猛烈攻势，弗雷德里克二世于1560年出兵兼并骑士团领地萨雷马岛，企图建立缓冲并参与瓜分行将灭亡的骑士团的领土立窝尼亚地区。
弗雷德里克二世统治时期最重要的事件是1563年至1570年与瑞典的战争（所谓北方七年战争）。瑞典国王埃里克十四世企图通过战争取得在北欧的霸权，并因此与西班牙结盟；弗雷德里克二世则想要夺回丹麦在波罗的海地区的传统优势。战争初期丹麦占据上风，从海上封锁瑞典，并于1563年攻克瑞典的艾尔夫斯堡要塞。但是瑞典海军在1565年打破了丹麦的封锁，侵入霍兰和斯堪尼亚。战争演变成开支巨大的消耗战，弗雷德里克二世与贵族的关系急剧恶化。
幸运的是，瑞典内部的矛盾阻止了它继续打击丹麦。1568年，埃里克十四世在内战中被其异母弟约翰三世推翻。强有力的丹麦政治家佩德尔·奥克斯稳定了丹麦国内的局势，取代弗雷德里克二世掌握了国家权力。奧克斯的財經能力廣受好評，執政後趁著1568年尼德蘭對西班牙發起獨立戰爭的機會，把松德海峽的航運稅提高了一半，大幅改善財政並得以勉強支付北方七年戰爭的軍費支出，之後又利用國際調停與两年的艰苦谈判，讓战争以一个实际维持战前状态的和约结束。根据1570年12月13日签订的什切青条约，瑞典赎回艾尔夫斯堡，它的扩张暂时受到遏制。
通过这场战争，弗雷德里克二世认识到了丹麦军事能力的有限。他转而开始关注海上力量，藉由把美洲白銀運回丹麥的丹麥商船，使國計民生大大地改善了。弗雷德里克二世同情宗教改革运动，但也只是在口头上给以支持而已，不過當1585年原來尼德蘭的經貿中心安特衛普最後被西班牙的天主教軍攻陷時，許多當地的新教徒先後逃到丹麥來，這些新教徒在工藝、經商上有傑出能力，對丹麥的經濟、文化頗有助益，譬如克隆堡（哈姆雷特發生之地）就被這批工藝師傅改建成美輪美奐的王宮，洋溢著文藝復興建築的壯麗風格。
弗雷德里克二世曾向英格兰女王伊丽莎白一世求婚，並終生保持著良好關係，英、丹兩國間的爭議總能和平解決，譬如英國承認挪威與格陵蘭之間的水域為丹麥的領海，而丹麥對英國船隻則特別優惠地只收取象徵性的航運稅，結果弗雷德里克因此獲頒英國的嘉德勳章。不過，实际处理国际事务时，在位後期的弗雷德里克明智地保持中立，不插手英、法對西班牙的戰事，或者是立窩尼亞戰爭的後期戰事（特別是在1577年完全退出俄、波間的戰爭）。有经验的国务活动家们，如佩德尔·奥克斯、尼尔斯·卡斯和克里斯托弗·瓦尔肯多夫实际上管理着国内事务。
在性格上，弗雷德里克二世是一个鲁莽、自负、好大喜功的人。他热衷于打猎，喜欢喝酒；许多人相信他最终是死于酗酒。弗雷德里克二世在位時期是丹麥國力與財富的增長期，他在国内建设上也取得不少成果：在1574年～1585年间重建了赫尔辛格的克隆堡城堡；挪威城市腓特烈斯塔也是他在1576年所建立，并以其名字命名。弗雷德里克二世也是伟大的丹麦天文学家第谷·布拉赫（克卜勒為其學生）的资助人。
弗雷德里克二世于1588年去世，遗体安葬在罗斯基勒大教堂。

## 家庭
妻子：梅克倫堡-居斯特羅的索菲，兩人共有
- 子女：

1. 伊丽莎白（1573-1626年）
2. 丹麦的安娜（1574-1619年），1589年嫁給苏格兰国王詹姆斯六世
3. 克里斯蒂安四世（1577-1648年）
4. 乌尔里克（1578-1624年）
5. 奥古斯塔（1580-1639年）
6. 海德薇格（1581-1641年）
7. 约翰（英语：John, Prince of Schleswig-Holstein），石勒苏益格-荷尔斯泰因亲王（1583-1602年）

## 资料来源
- Encyclopædia Britannica Eleventh Edition
- 苏联历史大百科全书·人物卷，1961～1973

| 腓特烈二世 (丹麦) 歐登堡王朝出生于：1534年7月1日逝世於：1588年4月4日 | 腓特烈二世 (丹麦) 歐登堡王朝出生于：1534年7月1日逝世於：1588年4月4日 | 腓特烈二世 (丹麦) 歐登堡王朝出生于：1534年7月1日逝世於：1588年4月4日 |
| 統治者頭銜                                                           | 統治者頭銜                                                           | 統治者頭銜                                                           |
| -------------------------------------------------------------------- | -------------------------------------------------------------------- | -------------------------------------------------------------------- |
| 前任： 克里斯蒂安三世                                                | 丹麥和挪威聯合王國國王 1559年－1588年                                | 繼任： 克里斯蒂安四世                                                |